# Distrito de Mungeli
Mungeli es un distrito de la India en el estado de Chhattisgarh. Su centro administrativo es la ciudad de Mungeli.